# Varljivost podob
Varljivost podob oziroma Izdajstvo podob (francosko La trahison des images) je slika belgijskega surrealističnega slikarja Renéja Magritta iz leta 1928 do 1929. Magritte jo je ustvaril v starosti 30 let. Danes velja za njegovo morebiti najslavnejših stvaritev. Slika prikazuje pipo, pod njo je napis »To ni pipa« (izvirno »Ceci n'est pas une pipe«). Ta napis je dodal Magritte sam, saj je želel pokazati, da ne gre za pipo, temveč zgolj za njeno upodobitev. Magritte je situacijo pojasnil z besedami:
| “ | Ta slavna pipa. Koliko ljudi me je pograjalo zaradi nje! Toda, ali bi jo lahko kadil? Ne, ker gre zgolj za upodobitev pipe, mar ne? Zatorej če bi na svojo sliko zapisal »To je pipa,« bi bila to laž! | ” |

Motiv pip in njihovega (ne)obstoja je Magritte še razširil v svoji sliki Les Deux Mystères iz leta 1966.

## Literarna in kulturna kritika
Francoski literarni kritik in filozof Michel Foucault je o sliki in njenem paradoksu razpravljal v svoji knjigi To ni pipa iz leta 1973.
Scott McCloud je sliko v svoji knjigi Understanding Comics uporabil za uvod v drugo poglavje. Dejal je celo, da ne samo da ta različica v njegovi knjigi ni pipa, temveč da gre dejansko za več natisnjenih kopij risanja slike pipe.
Douglas Hofstadter je o sliki in ostalih podobnih delih razglabljal v svojem delu o spoznavanju in zavedanju, naslovljenem Gödel, Escher, Bach: An Eternal Golden Braid.